# Jaroslav Mellan

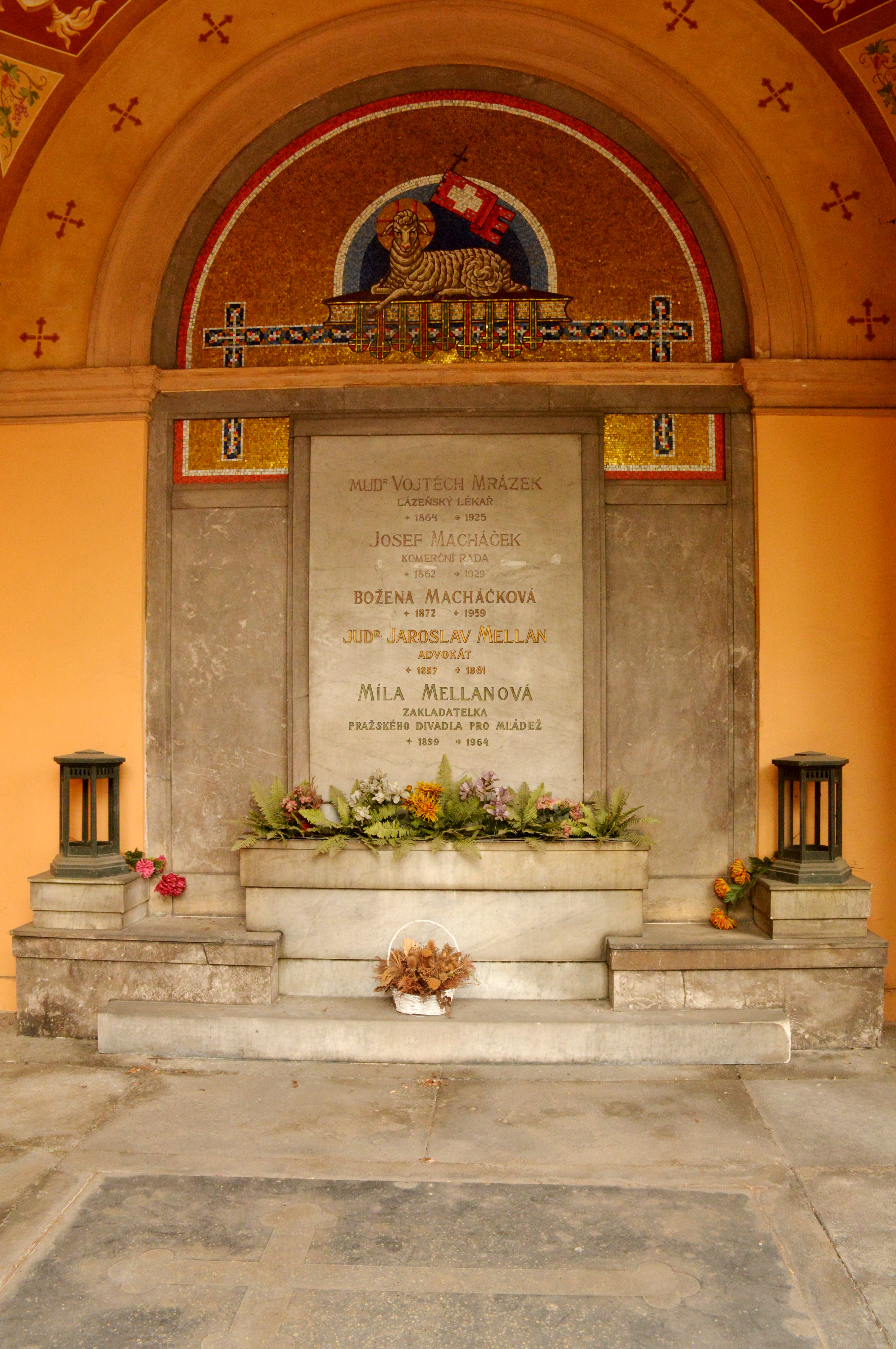
Hrobka na vyšehradském hřbitově v Praze

Jaroslav Mellan (26. srpna 1887 Praha – 23. listopadu 1961 Praha) byl český advokát, dramatik, divadelní herec a sběratel aforismů.
V advokacii působil především jako obhájce ve věcech trestních. Věnoval se ale i divadlu, napsal několik her (např. Testament, Protijed, Prohrané vítězství nebo První pacientka) a byl ochotnickým hercem. Byl také členem Jednoty divadelních ochotníků Jaroslav v Luži. Jeho manželkou byla herečka, režisérka a dramaturgyně Míla Mellanová, oba jsou pohřbeni na vyšehradském hřbitově.

## Vybraná díla
- Opuštěnci boží (Povídky z blázince), nakl. Fr. Flanderka, 1929
- Vzpomínky ze soudní síně i odjinud, nakl. A. Hubínek
- Trestní řízení v praksi, nakl. A. Hubínek, 1941
- Mluviti zlato… Myšlenky a podněty k sebevědomí, nakl. A. Hubínek, 1941
- Mlčeti stříbro… Myšlenky a podněty k sebevědomí, 2. díl knihy Mluviti zlato, nakl. A. Hubínek, 1947